# Wenezuela na World Games 2017
Wenezuelę na World Games 2017 reprezentowało 18 zawodników: 10 kobiet i 8 mężczyzn. Zdobyli oni łącznie 6 medali: 3 srebrne i 3 brązowe, co uplasowało ich na 38. miejscu w klasyfikacji medalowej. 

## Uczestnicy

### Kobiety
| Zawodniczka                   | Konkurencja    | Kategoria     | Rezultat         |
| ----------------------------- | -------------- | ------------- | ---------------- |
| Ofelia Barrios                | Sumo           | waga średnia  | 1/16             |
| Ofelia Barrios                | Sumo           | open          | 1/32             |
| Yenifer Canelon               | Trójbój siłowy | waga ciężka   |                  |
| Yaseny Castillo               | Sumo           | waga średnia  | 1/16             |
| Yaseny Castillo               | Sumo           | open          | 1/64             |
| Maria Cedeno                  | Sumo           | waga ciężka   | 1/16             |
| Maria Cedeno                  | Sumo           | open          | 4. miejsce       |
| Patricia De Faria             | Kręgle         | indywidualnie | 9. miejsce       |
| Patricia De Faria             | Kręgle         | duet          | ćwierćfinał      |
| Maria Dominguez               | Trójbój siłowy | waga lekka    | 5. miejsce       |
| Frankmary Elianny Duno Medina | Trójbój siłowy | waga lekka    | 6. miejsce       |
| Karen Marcano                 | Kręgle         | indywidualnie | 13. miejsce      |
| Karen Marcano                 | Kręgle         | duet          | ćwierćfinał      |
| Euscaris Pereira              | Sumo           | waga lekka    | repasaże         |
| Euscaris Pereira              | Sumo           | open          | repasaże         |
| Edgimar Ruiz Moreno           | Trójbój siłowy | waga średnia  | nieklasyfikowana |

### Mężczyźni
| Zawodnik                | Konkurencja                 | Kategoria             | Rezultat    |
| ----------------------- | --------------------------- | --------------------- | ----------- |
| Antonio Diaz            | Karate                      | Kata                  |             |
| Massimiliano Fridegotto | Kręgle                      | indywidualnie         | 12. miejsce |
| Massimiliano Fridegotto | Kręgle                      | duet                  |             |
| Jhoan Guzman            | Wrotkarstwo szybkie torowe  | 300 metrów na czas    | 4. miejsce  |
| Jhoan Guzman            | Wrotkarstwo szybkie torowe  | sprint na 500 metrów  |             |
| Jhoan Guzman            | Wrotkarstwo szybkie torowe  | sprint na 1000 metrów | 4. miejsce  |
| Jhoan Guzman            | Wrotkarstwo szybkie drogowe | 200 metrów na czas    | 10. miejsce |
| Jhoan Guzman            | Wrotkarstwo szybkie drogowe | sprint na 500 metrów  |             |
| Oscar Hernandez         | Sumo                        | waga lekka            | 1/16        |
| Oscar Hernandez         | Sumo                        | open                  | 1/32        |
| Andres Madera           | Karate                      | Kumite                | 5. miejsce  |
| Julio Mirena            | Wrotkarstwo szybkie torowe  | 10 000 metrów         | DNF         |
| Julio Mirena            | Wrotkarstwo szybkie torowe  | 15 000 metrów         | DNF         |
| Julio Mirena            | Wrotkarstwo szybkie drogowe | 10 000 metrów         | DNF         |
| Julio Mirena            | Wrotkarstwo szybkie drogowe | 20 000 metrów         | 14. miejsce |
| Wlater Rivas            | Sumo                        | waga średnia          | ćwierćfinał |
| Wlater Rivas            | Sumo                        | open                  | 1/64        |
| Ildemaro Ruiz           | Kręgle                      | indywidualnie         |             |
| Ildemaro Ruiz           | Kręgle                      | duet                  |             |